# Pinga Fogo (futebolista)
Carlos Angelo Vendrame, mais conhecido como Pinga Fogo, é um ex-futebolista de salão do Brasil, na época em que a modalidade era regida pelas regras da FIFUSA.
Um dos melhores pivôs de sua geração, fez fama defendendo as cores do Palmeiras, onde formou, com Sorage, uma dupla temida pelos adversários.
Sobre a alcunha de Pinga Fogo, o próprio Carlos Vendrame deu a seguinte explicação. “Quem pôs o apelido foi o Guto, grande jogador de futebol de salão da época do principal do Banespa. Eles colocavam apelidos em todos e como eu tinha como característica principal me deslocar muito e com muita rapidez como pivô, deixando os zagueiro sem saber onde eu estava, ele disse ‘por isso você vai ser o pinga fogo’, e ficou para sempre, até hoje quando encontro os amigos o tratamento é Pinga Fogo”.

## Conquistas
Banespa
- Tetra campeão paulista (infantil)
- Campeão Paulista (juvenil)

Palmeias
- Campeão paulista (juvenil)
- Três vezes campeão paulista (adulto)
- Campeão Sul-Americano (adulto)

FUPE
- Campeão brasileiro universitário

Seleção Paulista
- Campeonato Brasileiro de Seleções: 1971

Seleção Brasileira
- Campeão Sul-Americano: 1971